# Макграт, Кэти
Кэтрин Элизабет «Кэти» Макграт (англ. Katherine Elizabeth «Katie» McGrath; род. 3 января 1983; Ашфорд, Уиклоу, Ленстер, Ирландия) — ирландская актриса и модель. Наиболее известна по ролям леди Морганы в британском телесериале «Мерлин», Люси Вестенра в сериале «Дракула» и Лены Лютор в сериале «Супергёрл».

## Биография
Родилась 3 января в 1983 году в Ашфорде, графство Уиклоу, провинция Ленстер, Ирландия, в семье системного администратора Пола Макграта и фэшн-ассистентки дизайнера Лэйни Кеога Мэри Макграт. Кэти — младшая из трёх детей, всегда была очень близка со своими братьями: Рори (продюсер пост-производства) и Шоном (онлайн-медийный менеджер).

## Карьера
Высшее образование получила в Тринити-колледже на факультете истории, в Дублине. В 2007 году, проработав после выпуска восемь месяцев в журнале Image, Кэти устроилась помощником костюмера в историческом сериале «Тюдоры», где ей порекомендовали всерьёз подумать о профессии актрисы.
Воспользовалась советом, разослала своё портфолио в ирландские агентства по подбору актёров и вскоре получила свою первую роль в ирландском телефильме «Ущерб». В том же году состоялся дебют актрисы на театральных подмостках, она сыграла главную роль в пьесе Ла Мареа в Bedrock Productions на Дублинском театральном фестивале. В 2008 год она появилась в одном из эпизодов 2-го сезона «Тюдоров», сыграла в фильмах «Эдем» и «Багровая мгла», а также получила роль леди Морганы в телесериале «Мерлин», который и открыл её имя широкой аудитории.
В перерывах между съёмками во втором и третьем сезонах артурианы сыграла одну из главных ролей в документальной драме «Королева», заказанной каналом Channel 4 о жизни королевы Елизаветы II. В фильме Макграт изобразила молодую принцессу Маргарет в самый сложный период её жизни: после смерти отца она разрывается между долгом перед своей страной и любовью к разведённому герою войны Питеру Таунсенду.
В 2010 году актриса попробовала себя в биографическом фильме о жизни Короля Эдуарда VIII «МЫ. Верим в любовь». Она сыграла бывшую любовницу короля, которая и знакомит его с американкой Уоллис Симпсон. В феврале 2011 года снялась в комедии «Рождество в Каслберри Холл» в Румынии, которую позже переименовали в «Принцессу на Рождество». В сентябре того же года голосом Макграт заговорила главная героиня мультипликационной короткометражки «Сквозь шторм».
В 2012 году она снималась в финальном пятом сезоне «Мерлина» и четырёхсерийном мини-сериале «Лабиринт» по одноимённому бестселлеру Кейт Мосс. 25 октября 2013 года на канале NBC прошла премьера нового телесериала «Дракула» по мотивам одноимённого романа Брэма Стокера, где актриса снова встретилась с коллегой по сериалу «Тюдоры», Джонатаном Рис-Майерсом. Кэти исполнила роль Люси Вестенра, лондонской аристократки, склонной к сплетням, флирту и гламуру. В 2016 году присоединилась к коллективу канадского историко-приключенческого сериала «Граница» телеканала Canadian Discovery Channel, сыграв роль Элизабет Каррузерс.
В 2016 году актриса присоединилась к актерскому составу сериала «Супергёрл» в роли Лены Лютор.

## Фильмография
| Год       |     | Русское название             | Оригинальное название                        | Роль                        |
| --------- | --- | ---------------------------- | -------------------------------------------- | --------------------------- |
| 2007      | ф   | Ущерб                        | Damage                                       | Рэйчел                      |
| 2007      | кор | Галька                       | PEBBLE                                       | Тара                        |
| 2008      | с   | Тюдоры                       | The Tudors                                   | Бэсс                        |
| 2008      | ф   | Ревущие двадцатые            | Roaring twenties                             | Виксен                      |
| 2008      | ф   | Эдем                         | Eden                                         | Триша                       |
| 2008      | ф   | Багровая мгла                | Freakdog                                     | Харриет Чемберс             |
| 2009      | тф  | Королева                     | The Queen                                    | принцесса Маргарет в юности |
| 2008—2012 | с   | Мерлин                       | Merlin                                       | Моргана                     |
| 2011      | ф   | Принцесса на Рождество       | Christmas at Castlebury Hall                 | Джулс Дэйли                 |
| 2011      | ф   | МЫ. Верим в любовь           | W.E.                                         | леди Тельма Фернесс         |
| 2012      | с   | Лабиринт                     | Labyrinth                                    | Ориана Конгост              |
| 2012      | ф   | Сквозь шторм                 | Tríd an Stoirm (Through the Storm)           | Элис / банши                |
| 2013      | с   | Свидания                     | Dates                                        | Кейт Фостер                 |
| 2013—2014 | с   | Дракула                      | Dracula                                      | Люси Вестенра               |
| 2014      | ф   | Исполнительница главной роли | Leading Lady                                 | Джоди Рутерфорд             |
| 2015      | ф   | Отбросы                      | The Throwaways                               | Глория                      |
| 2015      | ф   | Мир юрского периода          | Jurassic World                               | Зара                        |
| 2016      | с   | Слэшер                       | Slasher                                      | Сара Беннетт                |
| 2016—2021 | с   | Супергёрл                    | Supergirl                                    | Лена Лютор                  |
| 2016—2017 | с   | Граница                      | Frontier                                     | Элизабет Каррузерс          |
| 2017      | ф   | Меч короля Артура            | King Arthur: Legend of the Sword             | Эльза                       |
| 2018      | ф   | Пуговицы                     | Buttons                                      | Рэйчел                      |
| 2019      | с   | Тайные дела подружек невесты | Secret Bridesmaids Business                  | Саския Де Мериндоль         |
| 2023      | с   | Континенталь                 | The Continental: From the World of John Wick | «Cудья»                     |
| 2025      | с   | Бывшая жена                  | The Ex-wife                                  | Джен                        |

## Музыкальные видео
| Год  | Название    | Исполнитель |
| ---- | ----------- | ----------- |
| 2014 | "From Eden" | Hozier      |